# Wacław Sierpiński
Wacław Franciszek Sierpiński (14. března 1882, Varšava — 21. října 1969, Varšava) byl plodný polský matematik. Pracoval zejména na teorii množin, teorii čísel a topologii.
Dnes je znám především díky třem známým fraktálům, které nesou jeho jméno: Sierpińského trojúhelník, Sierpińského koberec a Sierpińského křivka. Také je po něm pojmenována houba Sierpińského-Mengera.

## Galerie

Sierpińského trojúhelník
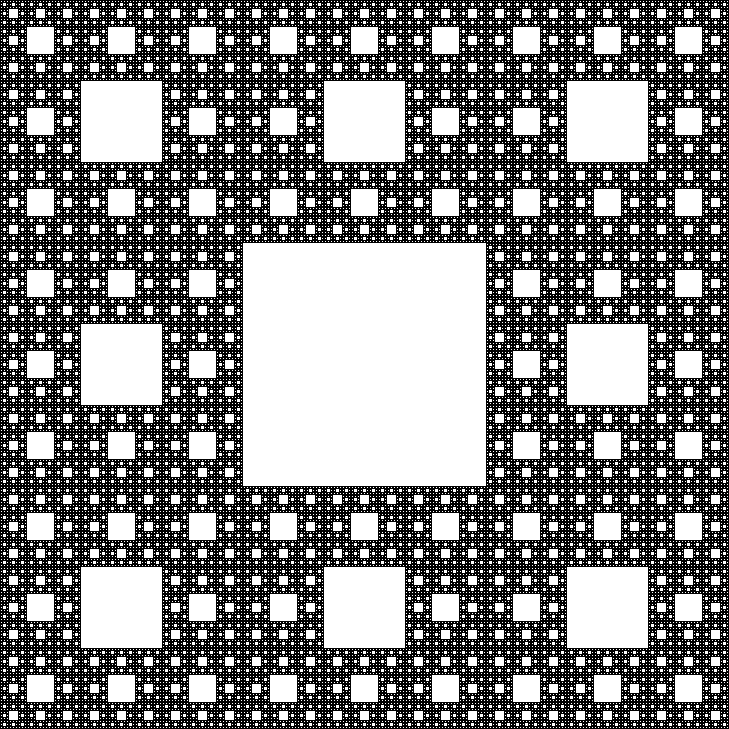
Sierpińského koberec
Sierpińského křivka
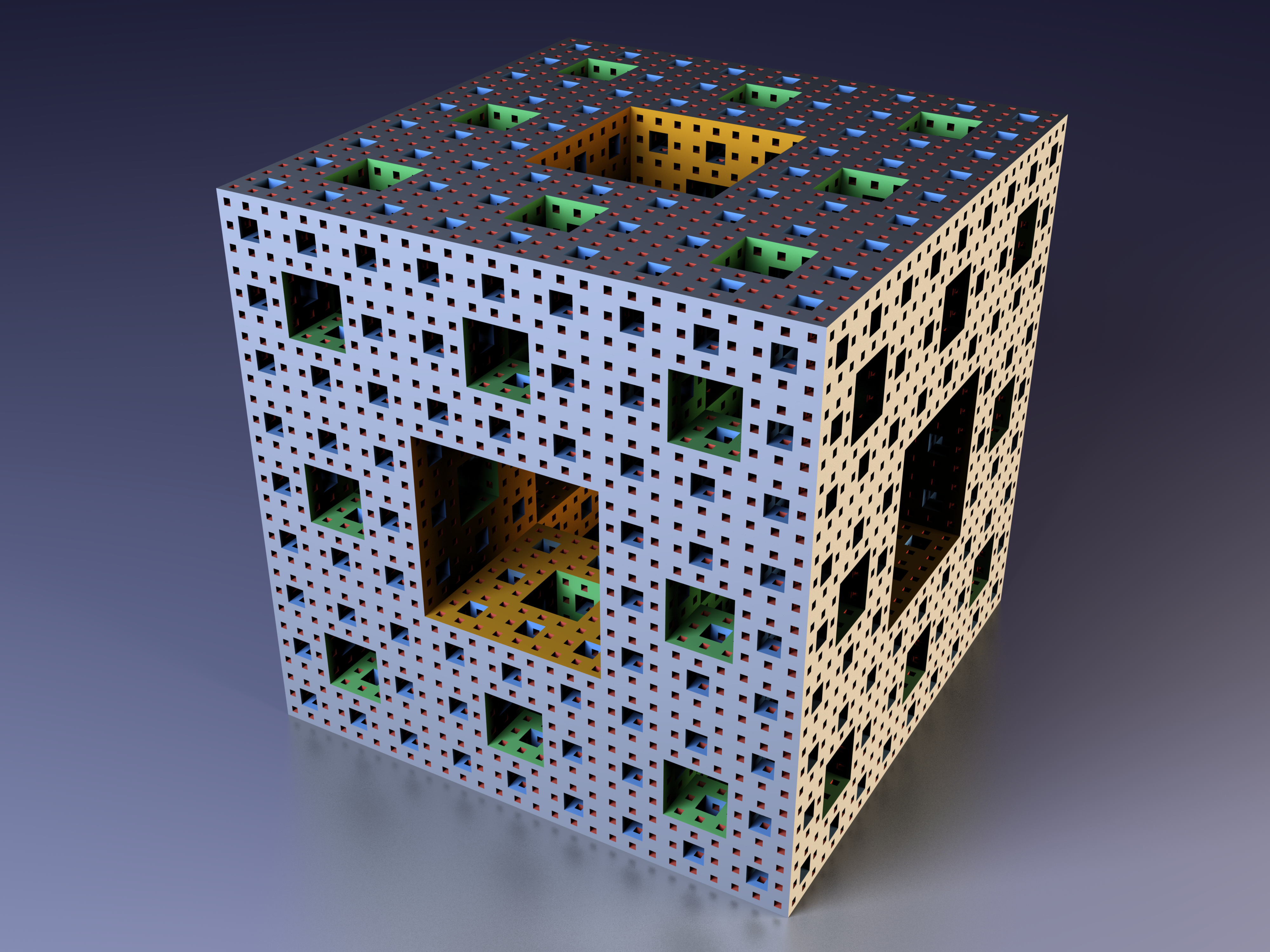
houba Sierpińského-Mengera